# Людвіг фон Фрідебург
Людвіг-Фердинанд фон Фрідебург (нім. Ludwig-Ferdinand von Friedeburg; 21 травня 1924, Вільгельмсгафен — 17 травня 2010, Франкфурт-на-Майні) — німецький офіцер, політик і соціолог, оберлейтенант-цур-зее крігсмаріне.

## Біографія
Син генерал-адмірала Ганса-Георга фон Фрідебурга. 1 травня 1941 року вступив на флот. З травня 1941 по червень 1943 року проходив курс офіцера-підводника, після чого призначений другим вахтовим офіцером підводного човна U-548, брав участь в одному поході (96 днів у морі). З липня по серпень 1944 року — перший вахтовий офіцер свого човна. З 15 серпня по листопад 1944 року — командир U-155, на якому здійснив 1 похід (43 дні в морі; 9 вересня — 24 жовтня 1944). Фрідебург став наймолодшим командиром підводного човна в Другій світовій війні. З листопада 1944 по січень 1945 року проходив курс командира підводного човна в 24-й флотилії. В лютому-квітні вивчав нові малі електрочовни типу XXIII. З 1 травня — командир електрочовна U-4710. 5 травня взятий в полон союзниками. 12 вересня 1947 року звільнений.
В 1969/74 роках — міністр культури Гессену.

## Звання
- Кандидат в офіцери (1 травня 1941)
- Морський кадет (1 жовтня 1941)
- Фенріх-цур-зее (1 травня 1942)
- Лейтенант-цур-зее (1 листопада 1943)
- Оберлейтенант-цур-зее (1945)

## Нагороди
- Залізний хрест 2-го класу (25 червня 1944)
- Нагрудний знак підводника (25 червня 1944)
- Орден «За заслуги перед Федеративною Республікою Німеччина», офіцерський хрест
- Плакета Гете міста Франкфурт-на-Майні (1994) — за видатні заслуги з науки і освіти.
- Почесний професор факультету гуманітарних і суспільних наук Ольденбурзького університету (23 червня 2006) — як «одна з ключових фігур в освітній реформі 60-х і 70-х років».